# Díra (film, 2001)
Díra (v anglickém originále The Hole) je britský filmový thriller z roku 2001. Režisérem filmu je Nick Hamm. Hlavní role ve filmu ztvárnili Thora Birch, Keira Knightley, Desmond Harrington, Laurence Fox a Daniel Brocklebank.

## Obsazení
| Thora Birch        | Elizabeth Dunn       |
| Keira Knightley    | Frances Almond Smith |
| Desmond Harrington | Michael Steel        |
| Laurence Fox       | Geoffrey Bingham     |
| Daniel Brocklebank | Martyn Taylor        |
| Embeth Davidtz     | Philippa Horwood     |
| Steven Waddington  | Tom Howard           |
| Kelly Hunter       | DI Chapman           |